# Петренко Іван (військовий УНР)
Іва́н Петре́нко (?, с. Пруси на Черкащині — після 4.8.1921). — військовий діяч часів УНР, отаман Холодноярської бригади (1920), голова Холодноярського окружного штабу, Головний отаман Холодного Яру ? (1921).

## Біографічні відомості
Іван Петренко народився у селі Пруси (тепер село Михайлівка Кам'янського району Черкаської області).
Служив у Армії УНР. Військове звання — старшина Армії УНР.
У першій половині 1920 року — командував Першим (основним) куренем полку гайдамаків Холодного Яру.
25 вересня 1920 року, на Івана Деркача (псевдо Чорнота), колишнього Головного Отамана Яру, що був командиром «Холодноярської бригади» (в яку переріс полк гайдамаків Холодного Яру), здійснив замах місцевий комсомолець, співробітник ЧК.
Деркача було тяжко поранено і «Холодноярську бригаду» очолив Іван Петренко.
Навесні 1921 року — обраний Отаманом Холодного Яру. Інші джерела кажуть, що навесні 1921 року, він відомий як — сотник Петренко, який очолює повстанський загін у районі Єлісаветграду.
В червні — липні 1921 року — начальник Холодноярського окружного штабу (заступники Іван Деркач та брати Чучупаки - Семен та Олекса). До штабу також входили: командир куреня Василенко, писар штабу Чиленко, Товкаченко (Товкач) та інші.
В той час у Холодному Яру всіма загонами та військовими справами керував Окружний Штаб. Найважливіші питання вирішувалися на спільному засіданні Повстанкому і Штабу. Весну і початок літа штаб знаходився у Балтському лісі (біля м. Кам'янки).
27 червня - після сутички з відділами ЧК, штаб перейшов у Нерубаївський ліс.
Деякі джерела називають Івана Петренка Головним отаманом Холодного Яру, але достовірних доказів, які б підтверджували це, поки знайти не вдалося.
Отамани Холодного Яру та Чорного Лісу мали сильний авторитет та значну підтримку у місцевого населення. У зв'язку з неможливістю перемогти бунтівних отаманів, в ЧК розробили ряд спеціальних операції з нейтралізації українського визвольного руху та знищення повстанських отаманів.
Одним з етапів спецоперації стала, так звана, «амністія», яку обіцяли тим повстанцям, які здадуться добровільно.
Перехід відбувся в с. Жаботин 4-го (в інших документах 7-го) серпня 1921 року. Окрім Івана Петренка, піддалися на «амністію»: отамани Іван Деркач, Василенко, Олекса Чучупака, Семен Чучупака, Товкаченко (Товкач), Темний, Литвиненко, Пинченко і ще більш 20 отаманів і 76 чоловік охорони, зокрема Пономаренко, Віслоух, Бих і Литвиненко. Після цього «амністовані» отамани звернулися з листом до Хмари, Загороднього, Залізняка та інших із закликом до припинення боротьби та переходу на бік Радянської влади.
Більшовики з самого початку планували ліквідацію амністованих отаманів, але не наважувались це зробити аж до листопаду, коли вже заходились ліквідовувати не тільки отаманів, а й увесь повстанський, «підозрілий» і співчуваючий елемент у районі Холодного Яру.
Імовірно був розстріляний чекістами наприкінці 1921 року.